# Pradamano
Pradamano (friülà Pradaman) és un municipi italià, dins de la província d'Udine. L'any 2007 tenia 3.479 habitants. Limita amb els municipis de Buttrio, Pavia di Udine, Premariacco, Remanzacco i Udine.

## Administració
| Període | Identitat        | Partit        |
| ------- | ---------------- | ------------- |
| 2004-   | Gabriele Pitassi | Llista cívica |